# Mao-Bildnis auf dem Tian’anmen-Platz

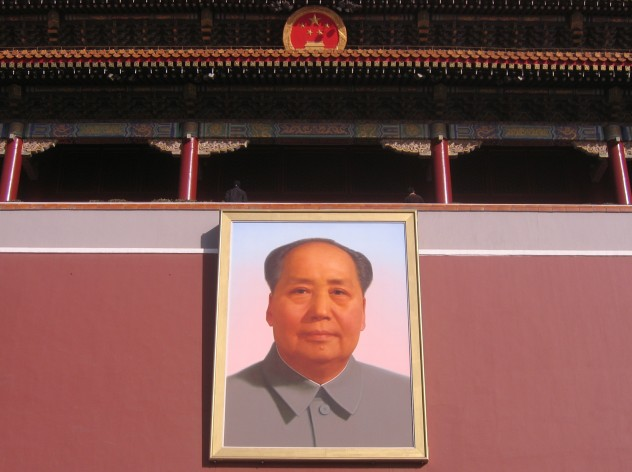
Das Mao-Bildnis auf dem Tian’anmen-Platz, 2007

Das Mao-Bildnis auf dem Tian’anmen-Platz ist das offizielle Staatsporträt Mao Zedongs. Angebracht ist es über dem Tor des Himmlischen Friedens in Peking. Es zeigt in monumentaler Größe das Porträt des Großen Vorsitzenden, der an dieser Stelle am 1. Oktober 1949 die Unabhängigkeit Chinas proklamiert hat.
Das Bildnis ist eine nationale Ikone des „Neuen China“, seit Andy Warhols Siebdruck von 1972 ist es zugleich eine Ikone der westlichen Pop-Kultur.
Das Bild gilt als das weltweit am meisten reproduzierte Bildnis eines Menschen überhaupt.

## Geschichte des Porträts

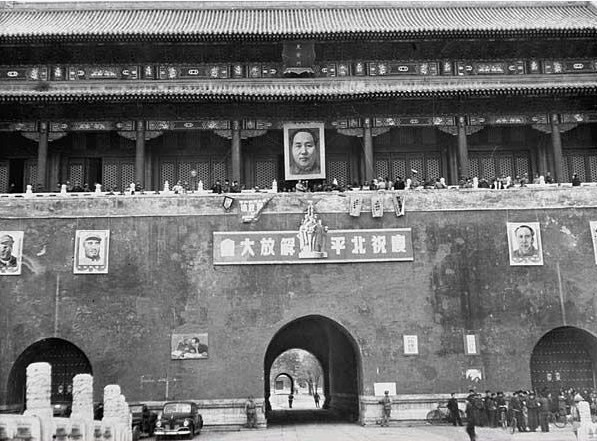
Mao-Bildnis, 1949

Vor der Installierung eines offiziellen Mao-Porträts über dem Tor des himmlischen Friedens gab es mindestens acht weitere Versionen.
Das erste offizielle Bild Maos, das im Oktober 1949 dort für kurze Zeit präsentiert wurde, ist von Zhou Lingzhao (周令钊 * 1919) nach einer Fotografie gemalt worden.
Am 1. Mai 1950 wurde es durch eine Arbeit von Xin Mang (辛莽 * 1916), Lehrer an der Kunstakademie von Yan’an, ersetzt. Es zeigt Mao zum ersten Mal auf die Art und Weise gekleidet, wie es für alle folgenden offiziellen Porträts kanonisch wird. Er trägt einen grauen zivilen, hochgeknöpften Anzug, den so genannten Mao-Anzug, er hat keine Kopfbedeckung. Gemalt ist das Bild aus leichter Untersicht: Mao hat den Blick nach oben gerichtet, d. h., er nimmt keinen Blickkontakt zum Betrachter auf. Bereits am 1. Oktober desselben Jahres wurde es durch ein leicht verändertes Porträt Xing Mangs ersetzt, das ebenfalls nur kurze Zeit gezeigt wurde.
Als Urbild aller offiziellen Mao-Bilder gilt das des Kunsterziehers Zhang Zhenshi (张振仕, 1914–1992), der einen von der Regierung ausgelobten Wettbewerb gewonnen hatte. Gegenüber seinen Vorgängern zeigt Zhang Zhenshi einen idealisierten Mao mit jugendlichen Zügen, vollem schwarzem Haar, gekleidet in einen schlichten grauen, hochgeschlossenen Anzug, wie schon auf den beiden Vorgängerbildern. Der Bildhintergrund ist himmelblau. Da Maos Oberkörper aus der Mittelachse leicht nach links gedreht ist, ist nur ein Ohr abgebildet. Das Licht fällt von links vorne, d. h. aus südwestlichen Richtung, auf den Dargestellten, der den Betrachter mit vollem Blick anschaut. In Zhang Zhenshis Bild ist zum ersten Mal eine Beziehung zwischen Porträtierten und Betrachter hergestellt. Mao schaut jeden Einzelnen auf jeder Stelle des Platzes direkt an. Dadurch, dass er aus der Mittelachse gerückt ist, wird die Illusion erzeugt, Mao suche mit seinem Blick gleichsam jeden auf dem Platz persönlich. Allerdings begegnet man sich nicht auf Augenhöhe, Mao schwebt über der Menge, gleichsam als allem Irdischen entrückte gottähnliche Instanz.
Von 1950 bis 1967 blieb das Bild, an dem außer Zhang Zhenshi selbst auch die Maler Zuo Hui (1912–1992), Zhang Hesong (1912–2005) und Wang Qizhi (* 1934) arbeiteten, nahezu unverändert.
Zhangs prämiertes Wettbewerbsbild wurde am 6. Juni 2006 von einem ausländischen Anbieter bei der Beijing Huachen Auction Company zur Versteigerung eingereicht zu einem Schätzwert von 120.000–150.000 $. Nach heftigen öffentlichen Protesten – es wurde befürchtet, das Gemälde könnte von einem Ausländer ersteigert werden – wurde das Bild von der Auktion zurückgezogen.
1963 wurde Zhang Zhenshi als offizieller Porträtmaler durch Wang Guodong (王国栋, * 1931) abgelöst. Sein Staatsporträt von 1964 zeigt einen Mao, in dessen Gesicht Spuren des Alters abzulesen sind, er hat offenbar an Gewicht zugenommen, das Gesicht ist breiter, Kinn und Wangen sind schlaffer geworden. Ende der 1970er Jahre wurde eine weitere Fassung Wang Guodongs repräsentiert, Mao ist wieder in die Mittelachse gerückt, sodass jetzt beide Ohren zu sehen sind. Der weitere Alterungsprozess ist zurückhaltend vom Maler festgehalten. Die hohe Stirn wird betont, ein leichtes Lächeln spielt um die Lippen des Großen Vorsitzenden.
Bis 1966 wurde das Bild jeweils nur für etwa zehn Tage um den 1. Mai und um den 1. Oktober an dieser Stelle gezeigt. Erst seit der Kulturrevolution hat es hier seinen ständigen Platz.
1976, im Todesjahr Maos, hing für kurze Zeit ein Schwarzweiß-Foto der Xinhua News Agency über dem Tor.
Die beiden folgenden Verantwortlichen für das Staatsporträt, Liu Yang (* 1958) ab 1977 und Ge Xiaoguang ab 1981 (葛小光) sind beide Schüler und ehemalige Mitarbeiter Wangs.
Von Ge stammt das bis heute auf dem Platz präsentierte Mao-Porträt. Es zeigt Mao in der üblichen Kleidung vor einem in zarten Pastelltönen von Hellblau nach Blassrosa verlaufenden Hintergrund, er blickt den Betrachter frontal an, beide Ohren sind zu sehen, das Licht fällt von rechts, d. h. von Osten, auf einen Mao mit hoher Stirnglatze, das Haar nicht mehr ganz so füllig und ganz so schwarz wie in den Vorgängerporträts, Tränensäcke sind angedeutet und ein müder Zug um die Augen ist nicht zu übersehen.

## Die Werkstatt
Die Werkstatt, in der außer dem Staatsporträt auch vergleichbare Bildnisse anderer offizieller Persönlichkeiten, sowie Repliken des Staatsporträts unter Mithilfe einer Gruppe von ausgebildeten Malern gefertigt werden, befindet sich direkt hinter dem Tor des Himmlischen Friedens, zunächst in einem Zelt, seit den frühen 70ern in einer hermetisch geschlossenen feuerfesten 90 m² großen, 8 m hohen Halle aus Metall mit Glasdach. Sie ist seit jüngerer Zeit mit einer Hebebühne ausgestattet, die den Malern die Arbeit erleichtert, ist nicht öffentlich zugänglich und wird vom Militär bewacht.
Jedes Jahr zwischen August und September wird das 4 m × 6 m große und bis zu zwei Tonnen schwere Bild mit Hilfe eines Krans ausgetauscht.
An den Festlichkeiten des 1. Oktober soll ein makelloses Exemplar präsentiert werden, das keinerlei Schmutz, Verwitterungsspuren oder Schäden und Flecken zeigt. Die Grundierung des Bildes besteht aus Gips, sodass es nach der Abnahme wieder übermalt werden kann, während ein überholtes Exemplar, das zwischenzeitlich in der Werkstatt erneuert wurde, seinen Platz einnimmt.
Der jährliche Austausch des Bildes erlaubte allenfalls minimale Veränderung, in denen der Alterungsprozess der Person vorsichtig nachvollzogen werden konnte.

## Der Ort der Präsentation

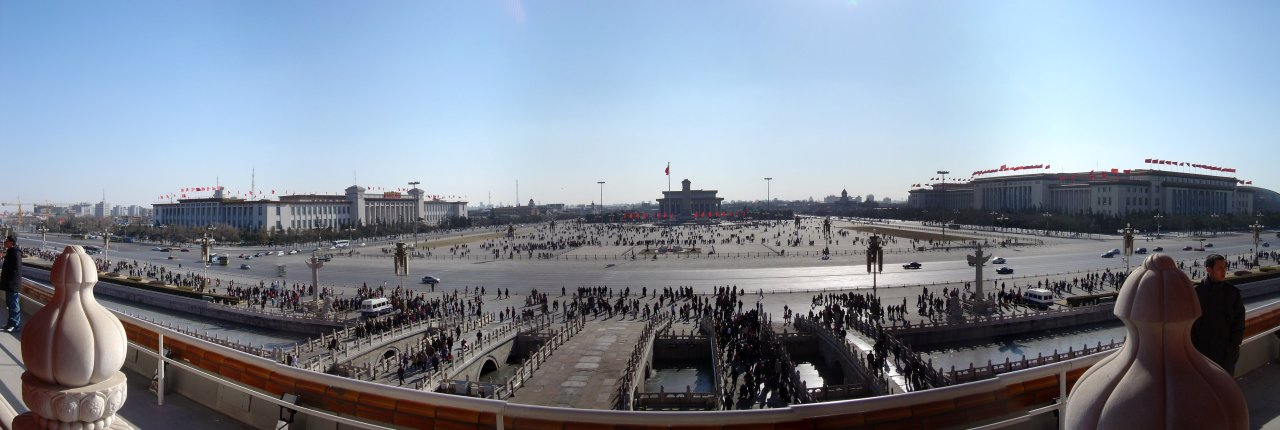
Blick von der Tribüne am Tor des Himmlischen Friedens über den Tian’anmen-Platz bis zum Mao-Mausoleum an der Südseite des Platzes; 2004

Der Ort der Präsentation des Mao-Bildes ist von hoher symbolischer Bedeutung.
Bis zum Ende des Kaiserreichs war das Tor des Himmlischen Friedens Eingang zur Verbotenen Stadt, dem Machtzentrum des Chinesischen Reichs. Ausgerichtet in der Nordsüdachse, gelegen in der Mitte Pekings, galt die Verbotene Stadt in der Weltsicht des kaiserlichen China als Mittelpunkt der Welt. Von der Tribüne – der Rostra, wo heute das Mao-Porträt hängt, wurden bis 1911 die Kaiserlichen Dekrete verlesen. In der Zeit der Republik China wurde dort ein Porträt Chiang Kai-sheks aufgestellt. Hier hat Mao am 1. Oktober 1949 die Unabhängigkeit Chinas ausgerufen und damit bewusst an die Tradition der sich hier manifestierenden Demonstration der Staatsmacht angeknüpft.

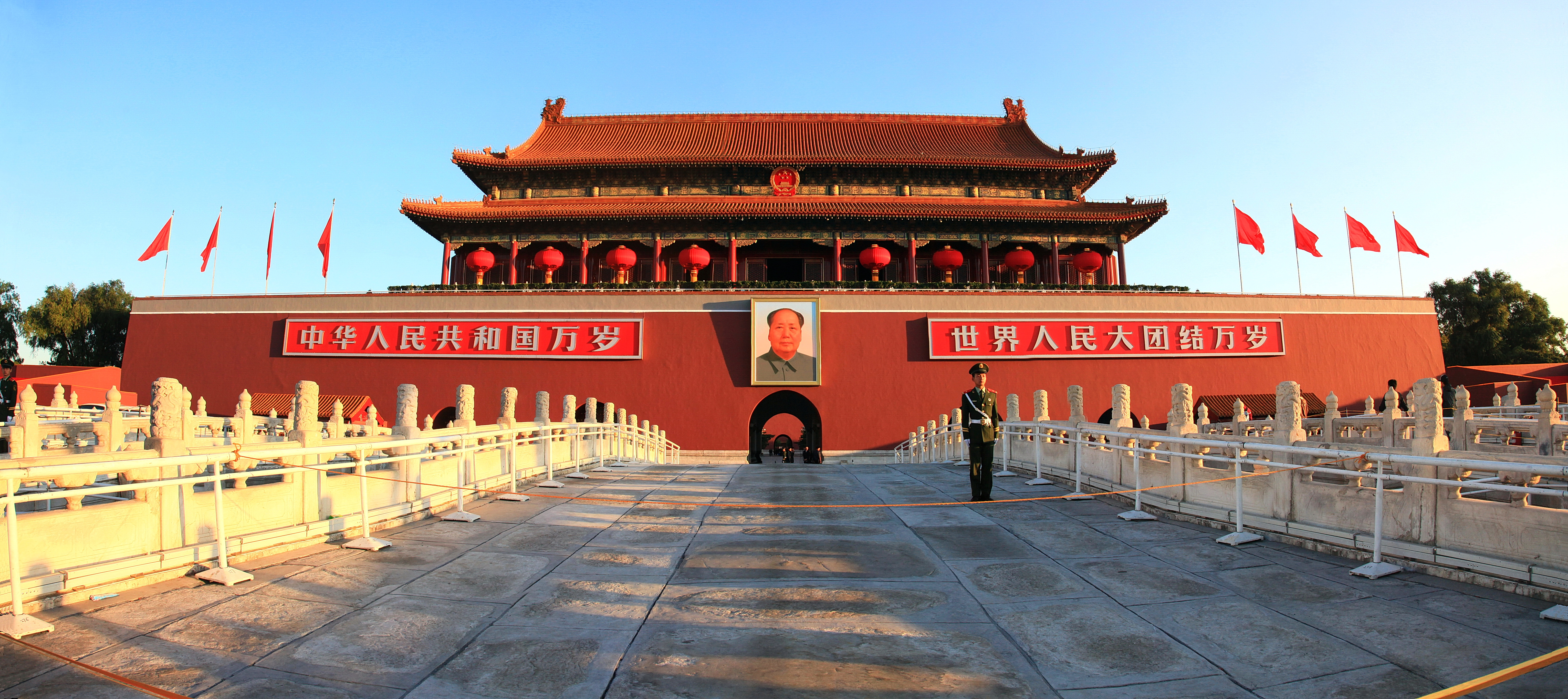
Das Tor des Himmlischen Friedens, Oktober 2009

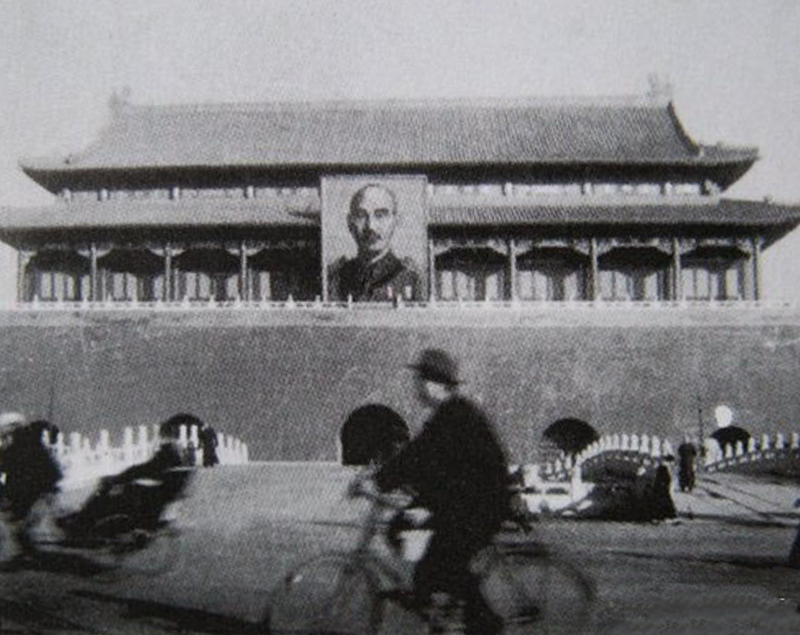
Porträt Chiang Kai-sheks, vor 1940

## Kunsthistorische Einordnung
In den Kategorien der Kunstgeschichtsschreibung zählt das Mao-Bild auf dem Tian’anmen-Platz zu den Herrscherporträts, wie es sie in der europäischen Kunst seit der Antike gibt und wie sie in China in vergleichbaren Ausführungen von Kaiserporträts spätestens seit der Song-Dynastie gefertigt wurden.
Allerdings gibt es keine formalen Bezüge zu seiner chinesischen Ausformung, das Mao-Bild ist vielmehr der sowjetischen Porträtmalerei des Sozialistischen Realismus verpflichtet, wie er seit den 1950er Jahren an den chinesischen Kunstakademien gelehrt wurde. Vorbilder sind die entsprechenden Porträts Stalins und Lenins.
Typischerweise wird in einem Herrscherporträt die Person vollständig oder fast frontal dargestellt, oft in direktem Blickkontakt zum Betrachter.
Anders aber als dort die Regel, fehlen im Mao-Bildnis die üblichen Attribute von Rang und Macht, ebenso wie jegliche Hinweise auf eine historische oder geografische Verortung des Dargestellten. Angestrebt ist nicht eine realistische Darstellung einer individuellen Person, sondern vielmehr eine Stilisierung und Überhöhung mit dem Ziel einer Bildwirkung, die dem Dargestellten eine Aura von Macht und Autorität verleiht, die das Bild für eine kultische Verehrung tauglich macht. Wie es Peter Burke formuliert, spiegelt das Herrscherbild nicht die Wirklichkeit wider, sondern erzeugt eine „soziale Illusion“.

## Rezeption

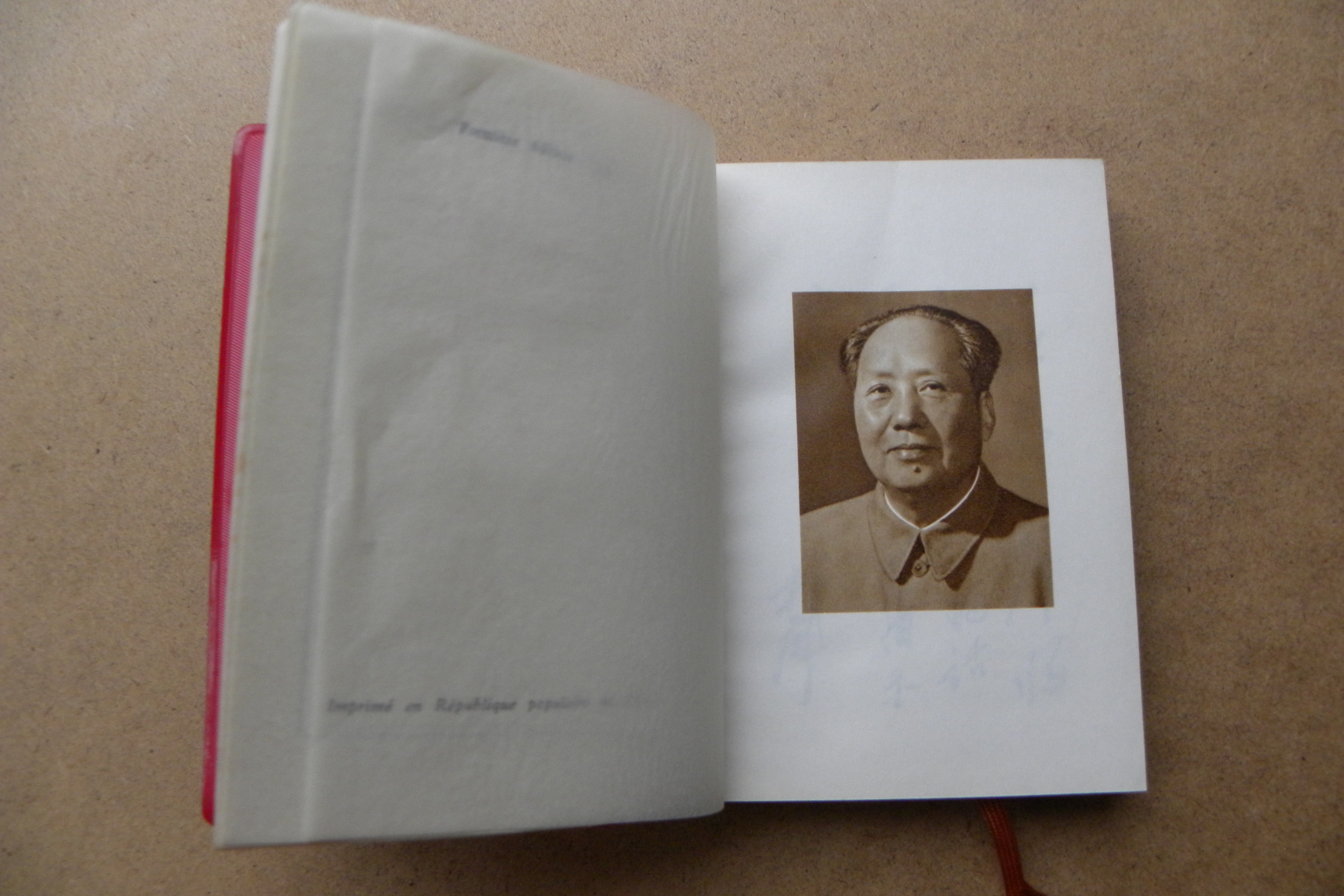
Frontispiz der französischen Erstausgabe des Roten Buchs von Mao. 1966

Wie Francesca del Lago in ihrem Aufsatz über Mao als Polit-Ikone ausführt, dürfte das Mao-Bildnis vom Tian’anmen-Platz das am meisten reproduzierte Bildnis eines einzelnen Menschen überhaupt sein. Nach statistischen Schätzungen wurde es allein in seiner Funktion als Frontispiz der Mao-Bibel bis 1968 2,2 Milliarden Mal verbreitet.
Die Mao-Ikone war in der VR China allgegenwärtig: In Amtsgebäuden, Schulen, Kindergärten, Kultureinrichtungen, privaten Wohnungen, auf Plakaten für Propagandakampagnen der Partei.
Dazu kommt die in ihrer Gesamtzahl nicht abzuschätzenden Zahl von Fotografien des Tian’anmen-Platzes, und zwar sowohl die professioneller Fotografen als auch die über Social Media verteilte Produktion von Amateuren, alle mit dem Porträt als konstantem Element.

### Rezeption in der bildenden Kunst
Als einer der ersten Künstler des Westens stellte Thomas Bayrle 1966 ein kinetisches Kunstwerk mit dem Titel „Mao“ her, das das ikonische Mao-Bild zur Grundlage hat. Ein in Rot gekleideten Mao verwandelt sich vor dem Betrachter allmählich in einen Roten Stern.

### Das Mao-Porträt von Andy Warhol
Eine neue Bedeutungs-Dimension erlangte das Porträt durch Andy Warhols Mao-Bildnis, wodurch der Große Vorsitzende in die westliche Pop-Kultur Eingang fand.  Wie Gerhard Paul in seinem Aufsatz für das Parlament ausführt „reduzierte er den chinesischen Staatschef auf den Status einer Markenware, bei der es letztlich nur auf die richtige Verpackung, das heißt auf die Farbgebung von Gesicht und Hintergrund, ankam.“ Mit Warhol machte Mao den Sprung zum „größten Pop-Star des Jahrhunderts“.
Aus Anlass des 25. Todestages von Andy Warhol organisiert das US-amerikanische Warhol-Museum unter dem Titel „Andy Warhol. 15 Minutes Eternal“ eine Wanderausstellung, die von 2012 bis 2014 in Singapur, Hong Kong, Shanghai, Peking und Tokio Station macht. Nach Aussagen des Veranstalters sollen die zehn für die Ausstellung ausgewählten Mao-Siebdrucke in Peking und Shanghai auf Wunsch der Gastgeber aus der Show entfernt werden.
2008 ist bei Christie’s Andy Warhols Siebdruck eines Porträts von Mao Zedong für 120 Millionen Dollar an einen unbekannten Käufer aus Hongkong – in der Presse vermutet wird der Milliardär Joseph Lau – verkauft worden.